# Römerberg (Ölfeld)
Das Ölfeld Römerberg ist eine Erdöllagerstätte in der Nähe der Stadt Speyer. Bei der Erstellung einer Erdwärmebohrung wurde das Ölfeld 2003 unerwartet angetroffen. Nach einer geophysikalischen Untersuchung wurde mit der Erschließung des Feldes 2008 begonnen. Das Feld wird durch die Neptune Energy betrieben.

## Lage
Das Ölfeld befindet sich im Norden der Stadt Speyer, Rheinland-Pfalz. Von zwei Bohrplätzen aus wird das Ölfeld angebohrt und Öl gefördert.

### Lagerstätte
Das Erdöl befindet sich in einer Buntsandsteinschicht, welche vor 251–243 Mio. Jahren hier abgelagert wurde. Die Lagerschichten befinden sich in einer Teufe (Tiefe) von etwa 2200 Metern unter der Oberfläche.

## Förderung
Römerberg war 2016 das Ölfeld mit der drittgrößten Förderung in Deutschland. Nur das Ölfeld Mittelplate in der Nordsee und Rühle im Emsland hatten eine größere Fördermenge.

### Erdöl und Kondensat
| Jahr | Erdölförderung (t) | Kumulativ Erdöl (t) | Sonden |
| ---- | ------------------ | ------------------- | ------ |
| 2008 | 11.648             | 11.648              | 1      |
| 2009 | 60.553             | 72.201              | 2      |
| 2010 | 70.431             | 142.632             | 2      |
| 2011 | 140.980            | 283.612             | 2      |
| 2012 | 181.941            | 465.552             | 2      |
| 2013 | 180.493            | 646.045             | 2      |
| 2014 | 167.311            | 813.356             | 4      |
| 2015 | 178.259            | 991.615             | 4      |
| 2016 | 166.151            | 1.157.766           | 5      |
| 2017 | 107.069            | 1.264.835           | 6      |
| 2018 | 129.967            | 1.394.802           | 5      |

Fördermengen entnommen aus Jahresberichten des LBEG.

### Erdölgas
| Jahr | Erdölgasförderung (m³) | Kumulativ (m³) |
| ---- | ---------------------- | -------------- |
| 2008 | 121.115                | 121.115        |
| 2009 | 456.112                | 577.227        |
| 2010 | 532.560                | 1.109.787      |
| 2011 | 1.026.327              | 2.136.114      |
| 2012 | 1.482.090              | 3.618.204      |
| 2013 | 1.360.622              | 4.978.826      |
| 2014 | 1.915.943              | 6.894.769      |
| 2015 | 1.735.518              | 8.630.287      |
| 2016 | 1.681.073              | 10.311.360     |
| 2017 | 1.057.754              | 11.369.114     |
| 2018 | 1.510.329              | 12.879.443     |